# Българско училище „Патиланско царство“ (Мъртъл Бийч)
Българското училище „Патиланско царство“ (на английски: Bulgarian School "Patilansko Tzarstvo") е училище на българската общност в град Мъртъл Бийч, щата Южна Каролина, САЩ. То е учредено към Българския културен и езиков център „Патиланско царство“. Към училището функционира детска градина „Синьо мече“. Създадено е през 2018 г. През учебната 2022/2023 г. в него се обучават 20 деца.

## История
Училището е открито през 2018 г. по идея на шест родолюбиви българки, които обсъждат основаването на български център. Започват да събират деца в артклуб, в който да се занимават с изкуства и популяризират българския език, култура и традиции. През 2022 г. училището става член на Асоциацията на българските училища в Америка.

## Ученици
Брой на учениците през учебните години:
- 16 – учебна 2019/2020 г.[4]
- 20 – учебна 2022/2023 г.[4]